# Girolamo Savonarola
Girolamo Maria Francesco Matteo Savonarola (Ferrara, 21 settembre 1452 – Firenze, 23 maggio 1498) è stato un religioso, politico e predicatore italiano.
Appartenente all'ordine domenicano, profetizzò sciagure per Firenze e per l'Italia propugnando un modello di governo popolare "largo" per la Repubblica fiorentina instauratasi dopo la cacciata dei Medici.
Nel 1497, fu falsamente scomunicato a nome di papa Alessandro VI, l'anno dopo fu impiccato e bruciato sul rogo come «eretico, scismatico e per aver predicato cose nuove», e le sue opere furono inserite nel 1559 nell'Indice dei libri proibiti. Gli scritti di Savonarola sono stati riabilitati dalla Chiesa nei secoli seguenti fino a essere presi in considerazione in importanti trattati di teologia. La causa della sua beatificazione è stata avviata il 30 maggio 1997 dall'arcidiocesi di Firenze.

## Biografia

### Origini

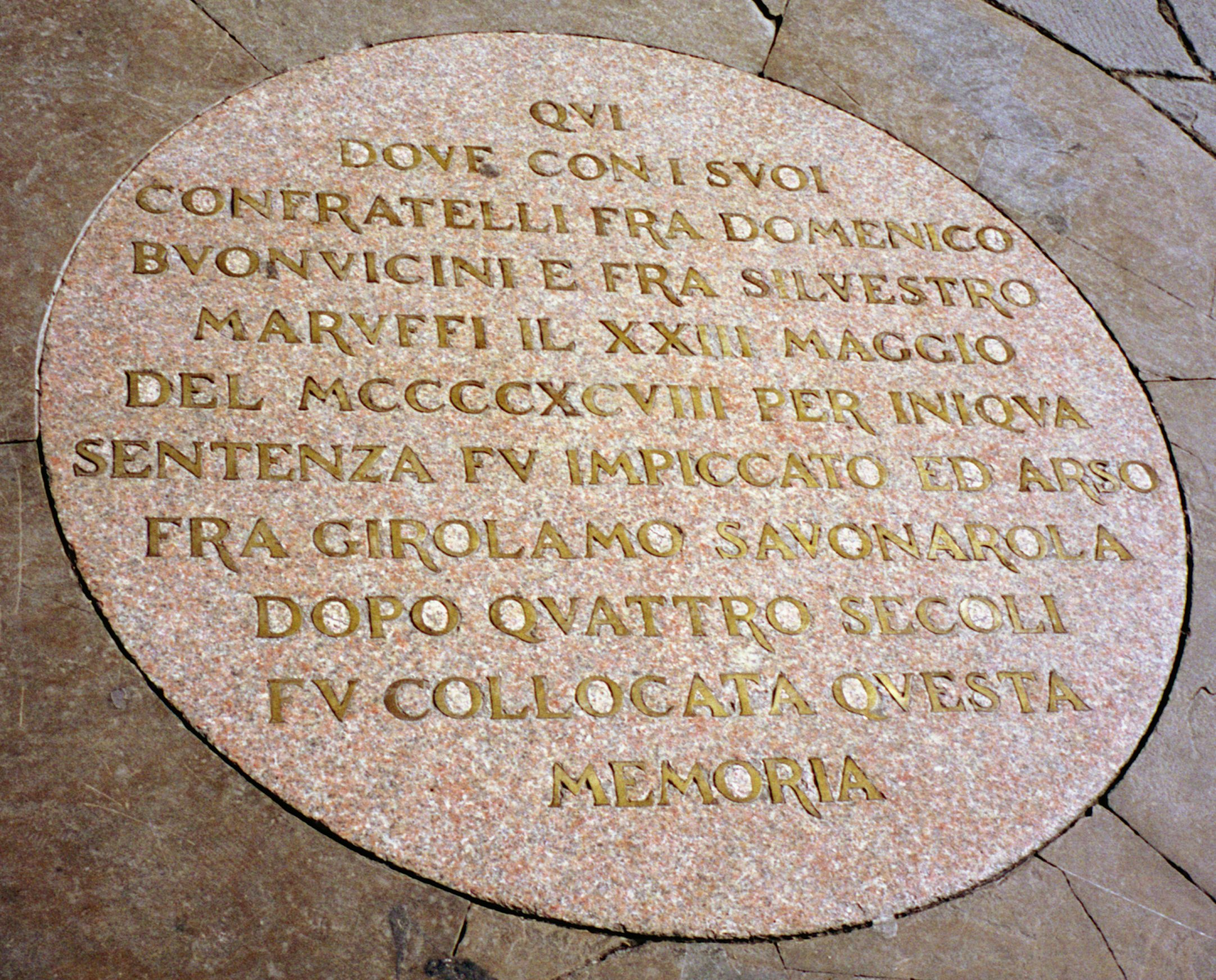
Lapide in piazza della Signoria a Firenze, che ricorda il rogo del Savonarola

Nacque a Ferrara il 21 settembre 1452, terzogenito del mercante Niccolò di Michele dalla Savonarola e di Elena Bonacolsi (o Bonacossi), discendente della nobile famiglia dei Bonacolsi, già signori di Mantova; dei fratelli maggiori, Ognibene e Bartolomeo, non si hanno notizie, mentre degli altri fratelli, Maurelio, Alberto, Beatrice e Chiara, si sa solo che Alberto fu medico e Maurelio fu frate domenicano come Girolamo.
I Savonarola, originari di Padova, si erano trasferiti nel 1440 a Ferrara, dove il nonno Michele, noto medico e autore di testi di medicina, fu archiatra del marchese Niccolò III d'Este e della corte ferrarese. Michele Savonarola fu uomo profondamente religioso, cultore della Bibbia, di costumi semplici e severi e, pur cortigiano, o piuttosto proprio per questo, sprezzatore della vita di corte; in vecchiaia scrisse anche opuscoli come il De laudibus Iohannis Baptistae che, unitamente ai suoi insegnamenti e al suo stile di vita, dovettero avere notevole influsso sulla formazione di Girolamo: fu, del resto, proprio il nonno a prendersi cura della sua prima educazione insegnandogli la grammatica e la musica; egli inoltre apprese da sé il disegno.

### Formazione (1468-1482)
Dopo la morte del nonno paterno, il padre Niccolò, desiderando avviarlo alla professione medica, gli fece studiare le arti liberali; dapprima appassionato ai Dialoghi di Platone, tanto da scrivervi un commento, poi da lui stesso distrutto, passò presto all'aristotelismo e al tomismo.
Dopo aver conseguito il titolo di maestro in arti liberali, intraprese gli studi di medicina che tuttavia abbandonò già a diciotto anni per dedicarsi allo studio della teologia; scrisse componimenti poetici: risale al 1472 la sua canzone De ruina mundi nella quale ricorrono già temi delle sue future predicazioni: ...La terra è sì oppressa da ogne vizio, / Che mai da sé non levarà la soma: / A terra se ne va il suo capo, Roma, / Per mai più non tornar al grande offizio... e ancora nel 1475, nell'altra sua canzone, De ruina Ecclesiae, assimila la Roma papale all'antica, corrotta Babilonia.

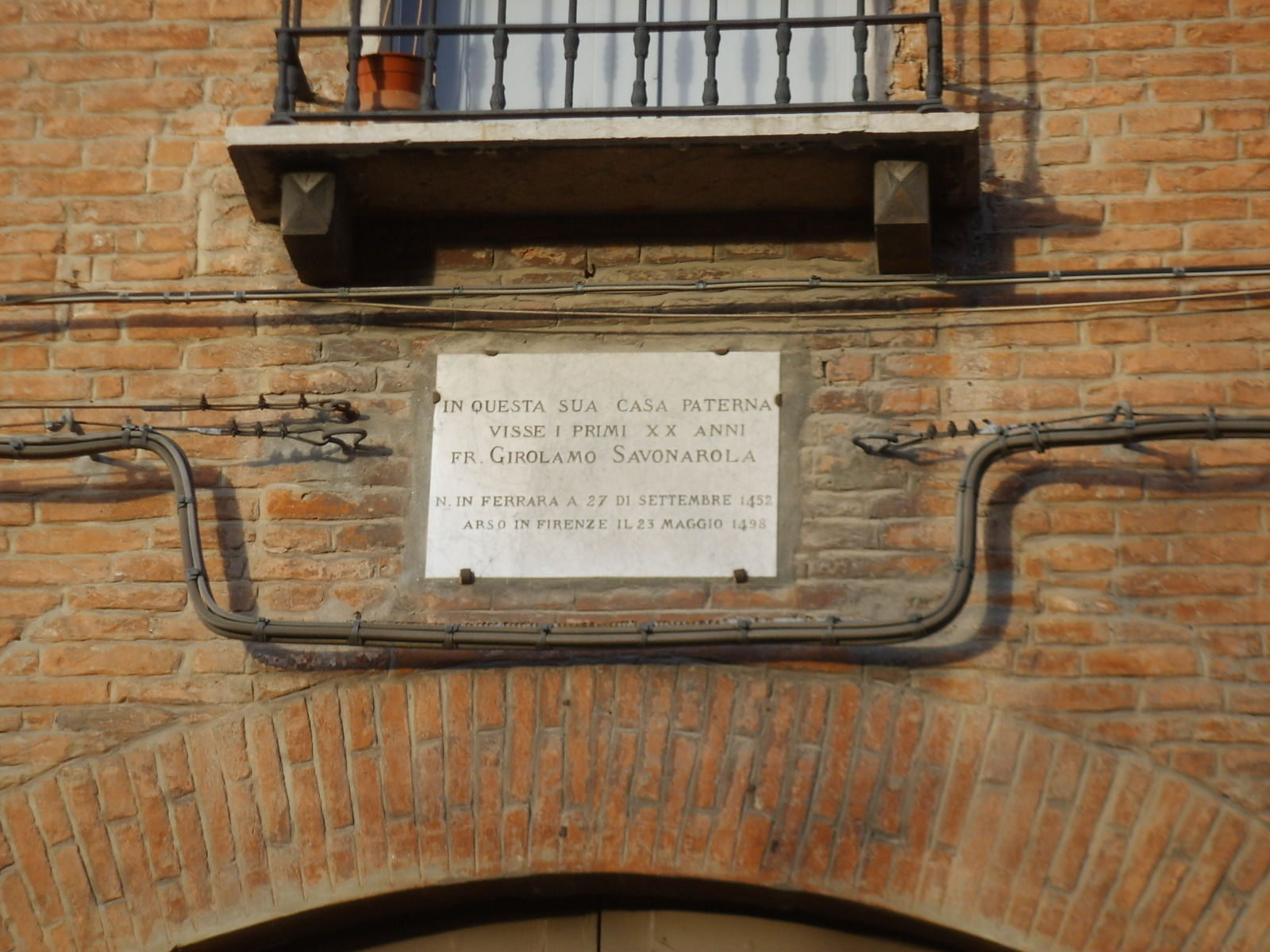
Targa che ricorda la casa paterna di Savonarola a Ferrara

Con questo spirito sentì nella chiesa di Sant'Agostino a Faenza le parole di un predicatore che, commentando il passo della Genesi Pàrtiti dalla tua terra e dalla tua famiglia e dalla casa del padre tuo, secondo quanto egli stesso scrive, il 24 aprile 1475 lasciò la famiglia per entrare nel convento bolognese di San Domenico.
Sulla sua vocazione probabilmente influì la percezione di una forte decadenza dei costumi. Infatti in una sua lettera alla famiglia scrisse:
«Scelgo la religione perché ho visto l'infinita miseria degli uomini, gli stupri, gli adulteri, le ruberie, la superbia, l'idolatria, il turpiloquio, tutta la violenza di una società che ha perduto ogni capacità di bene... Per poter vivere libero, ho rinunciato ad avere una donna e, per poter vivere in pace, mi sono rifugiato in questo porto della religione».
Il 26 aprile 1475, ricevette l'abito di novizio dal priore fra Giorgio da Vercelli, l'anno dopo ricevette i voti, il 21 settembre 1476 fu ordinato suddiacono e il 1º maggio 1477 divenne diacono. I suoi superiori lo volevano predicatore e in quel convento Studium generale approfondì lo studio della teologia avendo fra i suoi maestri Pietro da Bergamo, famoso teologo autore della Tabula aurea, Domenico da Perpignano e Niccolò da Pisa. Nel 1479 venne inviato dal convento a Ferrara e tre anni dopo a Reggio Emilia dove, in occasione del capitolo della Congregazione domenicana lombarda del 28 aprile 1482, venne nominato lettore nel convento fiorentino di San Marco.

### Convento di San Marco (1482-1487)
Giunto nella Firenze di Lorenzo de' Medici - allora la capitale culturale della penisola o, come si esprimerà lo stesso Girolamo, il cuore d'Italia - nel maggio del 1482, ebbe il compito nel convento di San Marco di esporre le Scritture e di predicare dai pulpiti delle chiese fiorentine: e le sue lezioni conventuali erano esse stesse delle predicazioni.

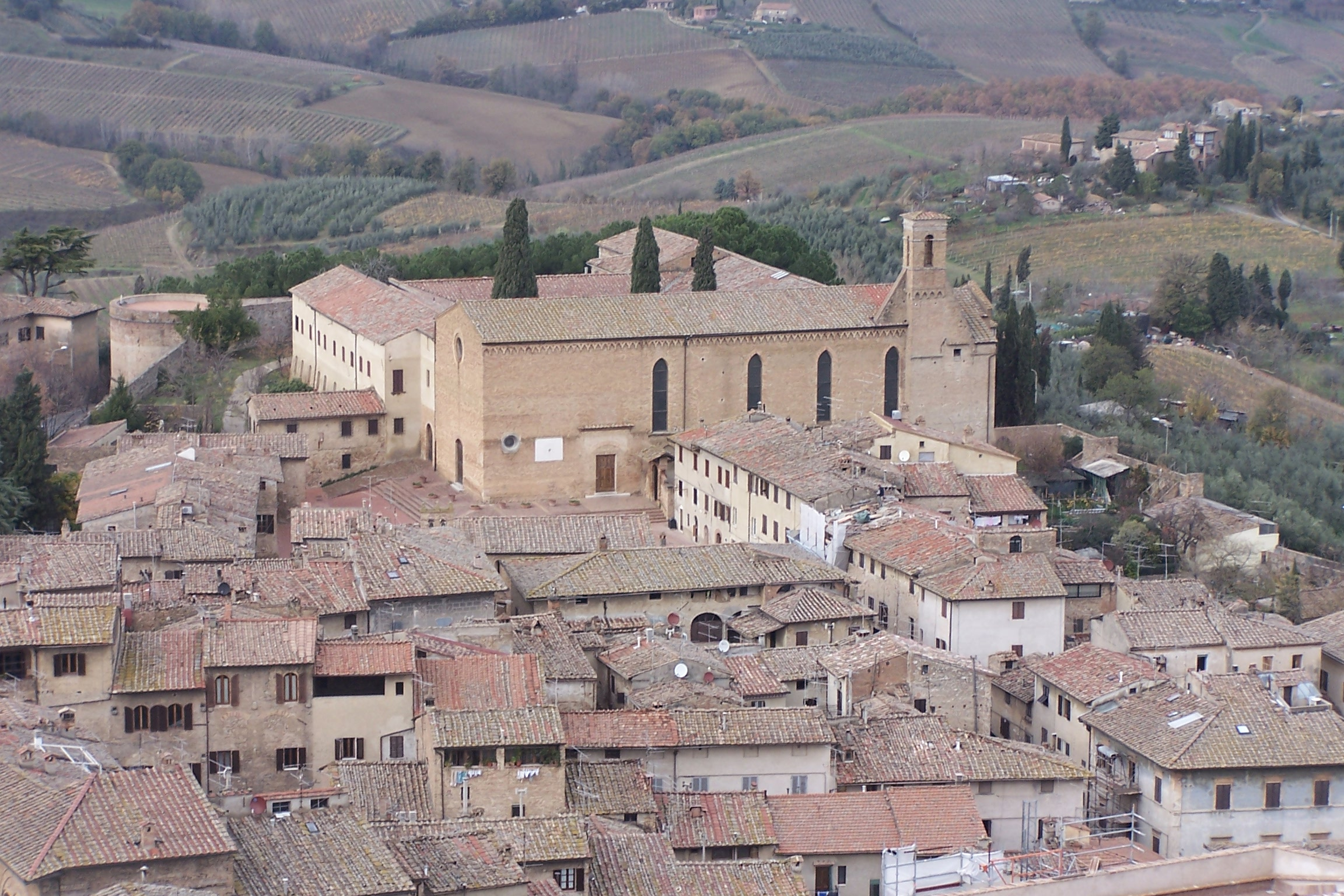
San Gimignano, veduta con la chiesa di Sant'Agostino

Nella quaresima del 1484 gli venne assegnato il pulpito di San Lorenzo, la parrocchia dei Medici; non ebbe successo, come testimoniano le cronache del tempo, per la sua pronuncia ferrarese che doveva suonare barbara alle orecchie fiorentine e per il modo della sua esposizione: il Savonarola stesso scrisse poi che «io non aveva né voce, né petto, né modo di predicare, anzi era in fastidio a ogni uomo il mio predicare" e ad ascoltare venivano solo "certi uomini semplici e qualche donnicciola».

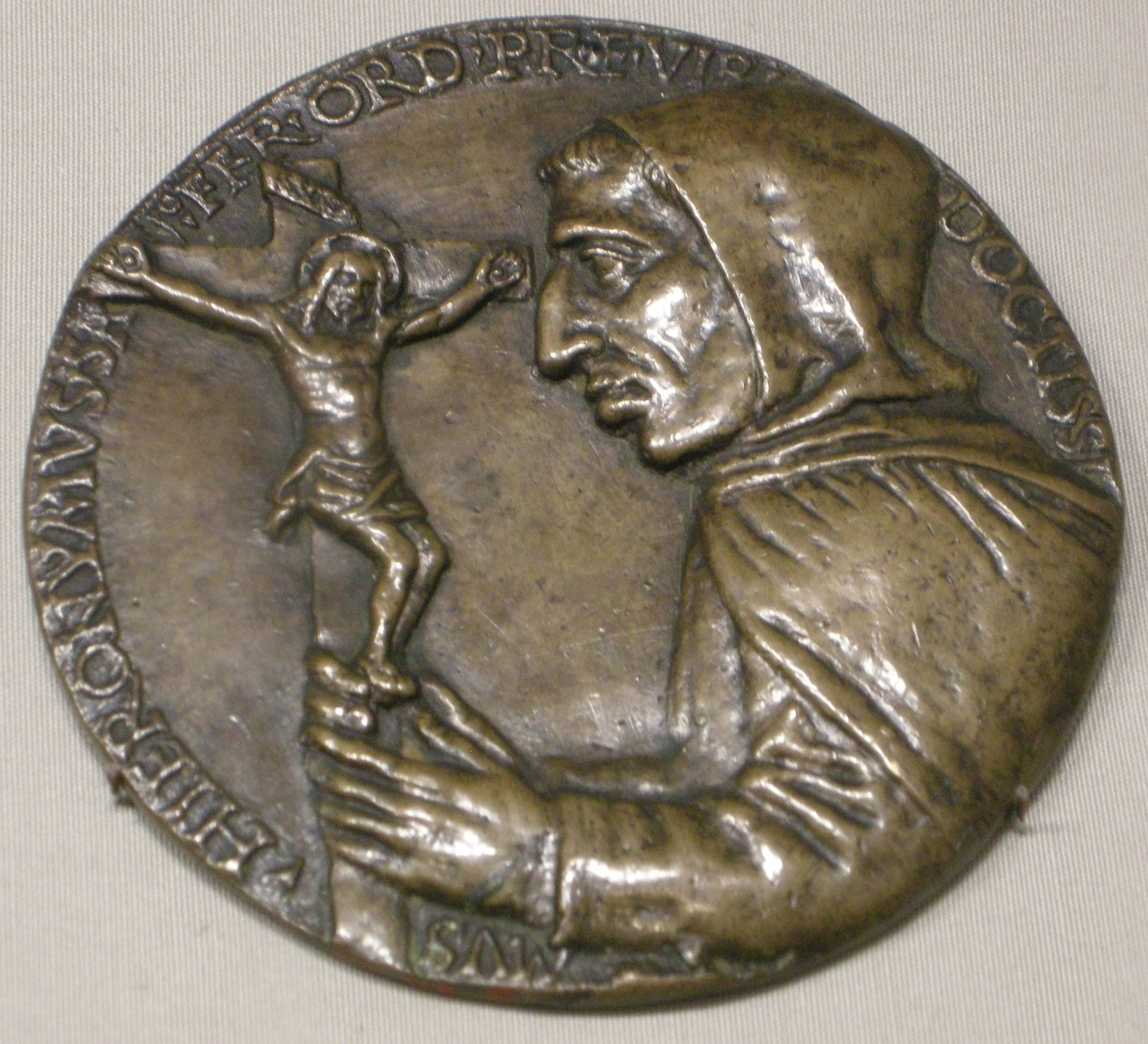
Niccolò di Forzore Spinelli, medaglia di Girolamo Savonarola, 1492-1494 circa

Intanto il 29 agosto Giovanni Battista Cybo venne eletto papa col nome di Innocenzo VIII dopo la morte di papa Sisto IV, il 12 agosto 1484. Forse fu in questo periodo che il Savonarola ebbe, meditando in solitudine nella chiesa di San Giorgio, quella illuminazione, di cui parlò al termine della vita, durante il processo, apparendogli «molte ragioni per le quali si mostrava che alla Chiesa era propinquo qualche flagello».
Venne mandato a San Gimignano per le prediche quaresimali e subito, nel marzo del 1485 predicò nella Collegiata che la Chiesa «aveva a esser flagellata, rinnovata e presto»: è la prima volta che vengono attestate le sue predicazioni "profetiche"; il 9 marzo e poi il 23 ottobre di quell'anno ricevette per lettera dalla madre a Ferrara le notizie della morte del padre e dello zio Borso.
Ancora dal pulpito della Collegiata, l'anno successivo affermò: «aspettiamo presto un flagello, o Anticristo o peste o fame. Se tu mi domandi, con Amos, se io sono profeta, con lui ti rispondo Non sum propheta» ed elencò le ragioni del prossimo flagello: le efferatezze degli uomini - omicidi, lussuria, sodomia, idolatria, credenze astrologiche, simonia - i cattivi pastori della Chiesa, la presenza di profezie - segno di prossime sventure - il disprezzo per i santi, la poca fede. Non vi sono notizie, tuttavia, che tali prediche abbiano suscitato scalpore e scandalo, come non ne suscitarono le prediche quaresimali tenute dal Savonarola nel 1487 nella chiesa fiorentina di Santa Verdiana.
Avendo terminato il suo ufficio di lettore a Firenze, quello stesso anno ottenne la prestigiosa nomina di maestro nello Studium generale di San Domenico a Bologna da dove, dopo aver insegnato per un anno, tornò a Ferrara nel 1488.

### Lombardia (1488-1490)

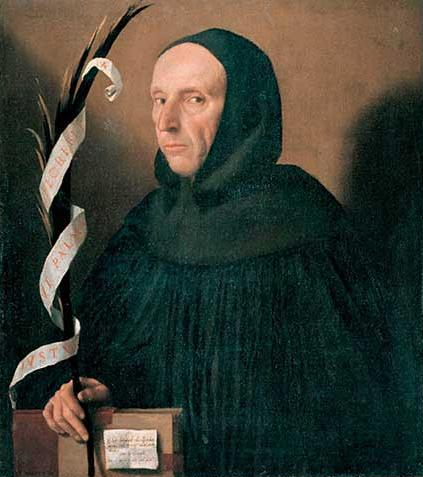
Moretto da Brescia, Ritratto di un frate dominicano, 1524, Museo di Castelvecchio. Il volto dell'uomo è stato attribuito a Girolamo Savonarola.

A Ferrara stette due anni nel monastero di Santa Maria degli Angeli, senza per questo rinunciare a frequenti spostamenti per predicare, prevedendo i prossimi castighi divini, in diverse città, come testimoniò nel processo: «predicai a Brescia ed in molti altri luoghi di Lombardia qualche volta di queste cose», a Modena, a Piacenza, a Mantova; a Brescia, il 30 novembre 1489, previde che "e' padri vedrebbono ammazzare è loro figlioli e con molte ignominie straziare per le vie" e in effetti la città fu saccheggiata dai Francesi nel 1512.

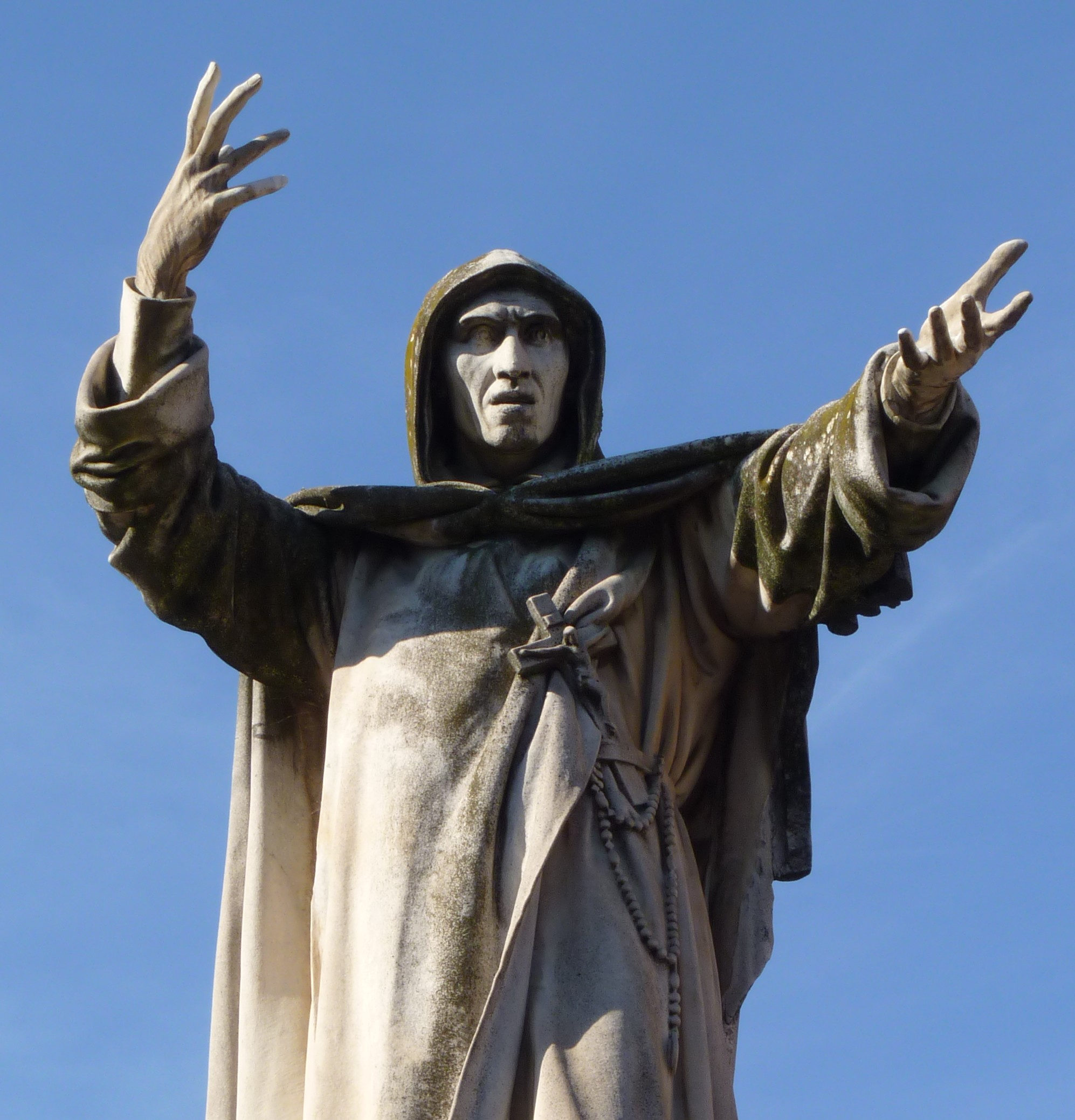
Statua di Girolamo Savonarola a Ferrara.

Il convento ferrarese lo mandò a Genova a predicare per la Quaresima; avviatosi, come sempre a piedi, a Pavia scrisse il 25 gennaio 1490 alla madre, che si lamentava del suo girovagare continuo, che «se io stesse a Ferrara continuamente, crediate che non faria tanto frutto quanto faccio di fuori, sì perché gniuno religioso, o pochissimi, fanno mai frutto di santa vita nella patria propria e però la santa Scrittura sempre grida che si vada fori de la patria, si etiam perché non è data tanta fede a uno della patria, quanto a uno forestiero, ne le predicazioni e consigli; e però dice el nostro Salvatore che non è profeta accetto ne la patria sua [...]».
Già il 29 aprile 1489 Lorenzo de' Medici, quasi certamente per suggerimento di Giovanni Pico della Mirandola, scrisse «al Generale dei Frati Predicatori, che mandi qui frate Hieronymo da Ferrara»: e così, nuovamente in cammino, verso il giugno 1490 entrava a Firenze per la Porta di San Gallo, salutato da uno sconosciuto che lo aveva accompagnato fin quasi da Bologna, con le parole: «Fa' che tu facci quello per che tu sei mandato da Dio in Firenze».

### Ritorno a Firenze (1490-1498)

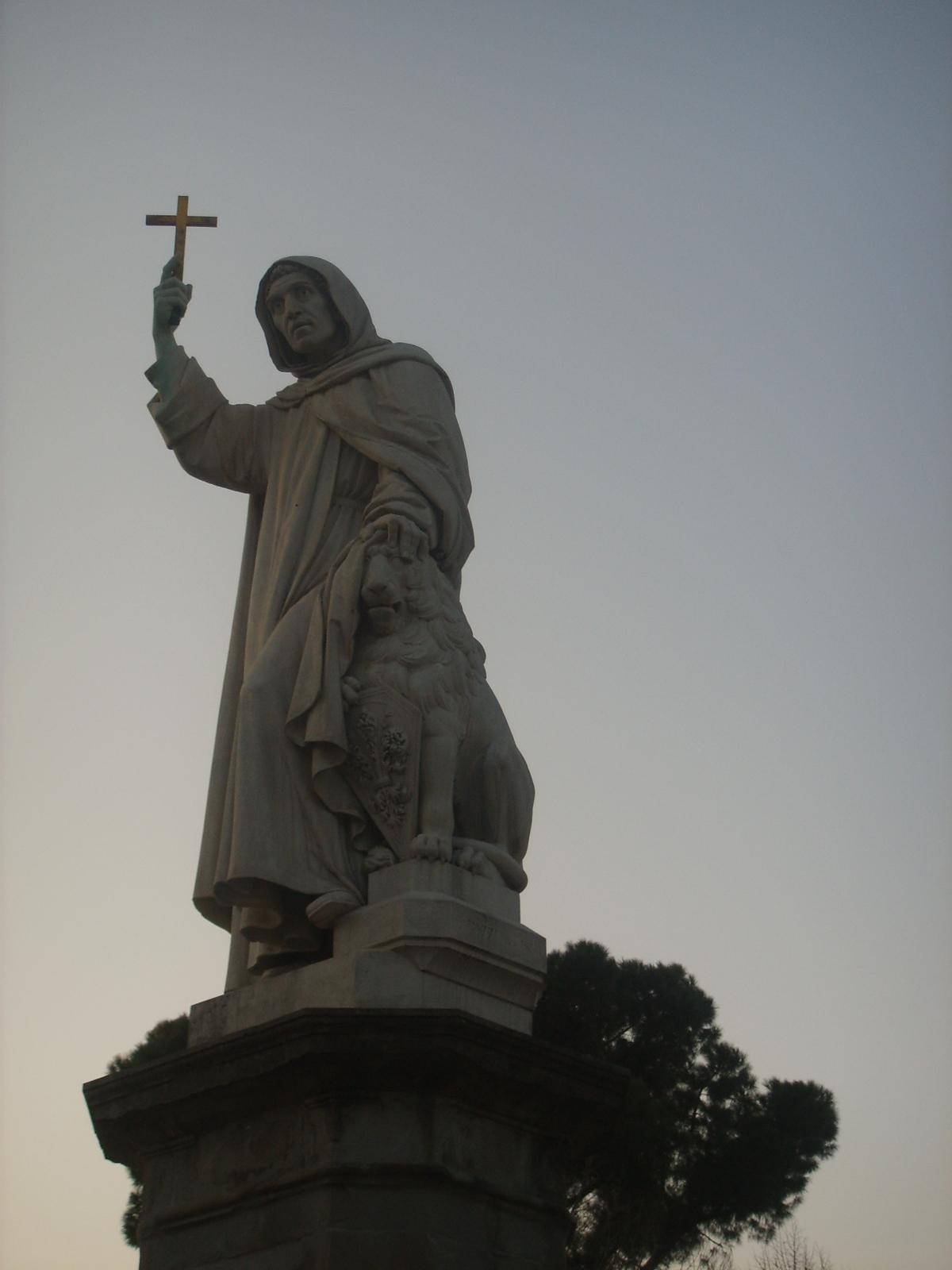
Monumento a Savonarola, Piazza Savonarola, Firenze

Dal 1º agosto 1490 riprese in San Marco le lezioni - ma tutti gli ascoltatori le interpretarono come vere e proprie predicazioni - sul tema dell'Apocalisse e poi anche sulla Prima lettera di Giovanni: formulò la necessità immediata del rinnovamento e della flagellazione della Chiesa e non temette di accusare governanti e prelati - «niente di buono è nella Chiesa... dalla pianta del piede fino alla sommità non è sanità in quella» - ma anche filosofi e letterati, viventi e antichi: ebbe subito il favore dei semplici, dei poveri, degli scontenti e degli oppositori della famiglia de' Medici, tanto da essere chiamato dai suoi contraddittori il predicatore dei disperati; il 16 febbraio 1491 predicò per la prima volta sul pulpito del Duomo di Santa Maria del Fiore. Il 6 aprile, mercoledì di Pasqua, secondo tradizione, predicò a Palazzo Vecchio davanti alla Signoria, affermando che il bene e il male d'una città provengono dai suoi capi, ma essi sono superbi e corrotti, sfruttano i poveri, impongono tasse onerose, falsificano la moneta. Molte delle prediche di Savonarola vennero trascritte durante la recitazione in chiesa dal fedele notaio Lorenzo Violi e stampate a breve distanza di tempo.
Lorenzo il Magnifico lo fece ammonire più volte a non tenere simili prediche, tanto che egli stesso si trovò a essere intimamente combattuto sulla necessità di continuare in quel tenore ma, come scrisse, la mattina del 27 aprile 1491, dopo aver sentito una voce dirgli Stolto, non vedi che la volontà di Dio è che tu predichi in questo modo?, salì sul pulpito e fece una terrifica praedicatio. Alle minacce di confino, come fu usato dallo stesso Lorenzo nei confronti di Bernardino da Feltre, rispose di non curarsene, predicendo la prossima morte del Magnifico: «io sono forestiero e lui cittadino e il primo della città; io ho a stare e lui se n'ha a andare: io a stare e non lui».
Anziché bandirlo, Lorenzo pensò di utilizzare contro il Savonarola l'eloquenza di un famoso agostiniano, fra Mariano della Barba da Genazzano, vecchio predicatore, colto ed elegante, che, infatti il 12 maggio predicò di fronte a un grande concorso di pubblico, fra cui spiccavano Lorenzo, Pico e il Poliziano, sul tema, tratto dagli Atti degli Apostoli, Non est vestrum nosse tempora vel momenta, evidentemente polemico nei confronti delle profezie del Savonarola. Ma non ebbe successo, secondo il racconto dei cronisti, e il Savonarola, predicando tre giorni dopo sul medesimo tema, lo rimprovererà mansuetamente di esserglisi rivoltato contro.
In luglio, Girolamo venne eletto priore del convento di San Marco. Naturalmente, contrariamente alla consuetudine dei precedenti priori, non rese omaggio a Lorenzo e non si fece ammansire dai suoi doni e dalle cospicue elemosine; in quell'anno pubblicò il suo primo libro a stampa, il Libro della vita viduale. La notte del 5 aprile 1492 un fulmine danneggiò la lanterna del Duomo e molti fiorentini interpretano l'accaduto come un cattivo augurio; tre giorni dopo Lorenzo de' Medici morì nella sua villa di Careggi, con il conforto della benedizione del Savonarola, come attestò il Poliziano.
A maggio Girolamo si recò a Venezia per partecipare al Capitolo generale della Congregazione lombarda, della quale il convento di San Marco faceva parte dal 1456, da quando la peste del 1448 aveva decimato il numero dei frati sì da rendere necessaria la sua unione con la Congregazione lombarda, fiorente di conventi e di frati. Ritornò a Firenze il 22 maggio e in quell'anno uscirono quattro suoi scritti, il Trattato dell'amore di Gesù, il 17 maggio, il Trattato dell'Umiltà, il 30 giugno, il Trattato dell'Orazione il 20 ottobre e il Trattato in defensione dell'Orazione mentale, in una data imprecisabile.
Il 25 luglio di quel 1492 morì papa Innocenzo VIII e l'11 agosto fu elevato al pontificato, col nome di Alessandro VI, il cardinale Rodrigo Borgia. Savonarola commentò poi quest'elezione, sostenendo che essa sarebbe tornata a vantaggio della Chiesa, rendendo possibile la sua riforma: «Questa è dessa, questa è la via... questo è il seme da fare questa generazione. Tu non cognosci le vie delle cose di Dio; io ti dico che se 'l venisse Santo Piero adesso in terra e volesse riformare la Chiesa, el non potria, anzi saria morto».

### Riforma del convento di San Marco
L'appoggio di Oliviero Carafa, il cardinale protettore dell'Ordine domenicano, fu decisivo per ottenere, il 22 maggio 1493, l'autorizzazione papale all'indipendenza del convento di San Marco. Sfilato semplicemente al dito del Borgia l'anello piscatorio, senza che questi facesse alcuna opposizione, il cardinale napoletano suggellò il Breve da lui stesso già preparato.
Il Savonarola aveva il progetto di rendere indipendenti quanti più conventi possibili in modo da poterli controllare e dar maggior forza alla riforma che aveva in mente. Il 13 agosto 1494 ottenne il distacco dalla Congregazione lombarda anche dei conventi domenicani di Fiesole, di San Gimignano, di Pisa e di Prato, creando così una Congregazione toscana, della quale lo stesso Girolamo divenne Vicario generale.
Volle che i suoi frati fossero un effettivo ordine mendicante, privo di ogni bene privato e cominciò con il vendere i possedimenti dei conventi e gli oggetti personali dei frati, distribuendo il ricavato ai poveri, e fece economie nelle vesti e nel cibo; in questo modo, del resto, aumentavano le elemosine ai conventi. Anche per l'accresciuto numero di conversi, pensò all'edificazione di un nuovo convento, più rustico e austero, che sorgesse fuori Firenze, ma mancò il tempo di realizzare il progetto. Nuove e drammatiche vicende si preparavano nei destini del frate e dell'intera penisola.

### Discesa in Italia di Carlo VIII

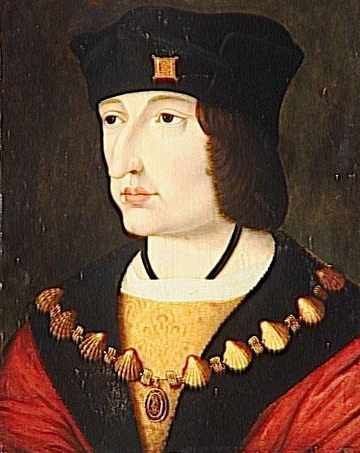
Carlo VIII

Ludovico il Moro sollecitò Carlo VIII di Francia a venire con un esercito in Italia a rivendicare i diritti degli Angioini sul Regno di Napoli e il 9 settembre 1494 il re francese s'incontrò ad Asti con lo Sforza. Sembra poi che il 21 settembre fosse a Genova. Firenze, che la politica incerta di Piero de' Medici aveva schierato in difesa della Corona d'Aragona di Napoli, era tradizionalmente filofrancese e il pericolo cui si vedeva soggetta accentuò il rancore, nella maggior parte dei cittadini, contro il Medici.
Quello stesso giorno Savonarola salì sul pulpito di un Duomo affollato e qui pronunciò una delle sue più violente prediche - sul tema del Diluvio - con un grido che, come scrisse, fece rizzare i capelli a Pico della Mirandola: Ecco, io rovescerò le acque del diluvio sopra la terra! In pratica la venuta di re Carlo era letta come l'avverarsi delle profezie apocalittiche.
Carlo VIII in realtà era ancora ad Asti ma si mosse con l'esercito per Milano e, per la via di Pavia, di Piacenza e di Pontremoli, entrava il 29 ottobre a Fivizzano, saccheggiandola e ponendo l'assedio alla rocca di Sarzanello, richiedendo che gli fosse lasciato il passo per Firenze. Piero, mutato consiglio e all'insaputa della città, gli concesse più di quanto chiedesse: le fortezze di Sarzanello, di Sarzana e di Pietrasanta, le città di Pisa e di Livorno e via libera per Firenze. Ebbe appena il tempo di tornare a Firenze l'8 novembre per esservi immediatamente cacciato: la città proclamava la Repubblica.

### Rinata Repubblica e Savonarola

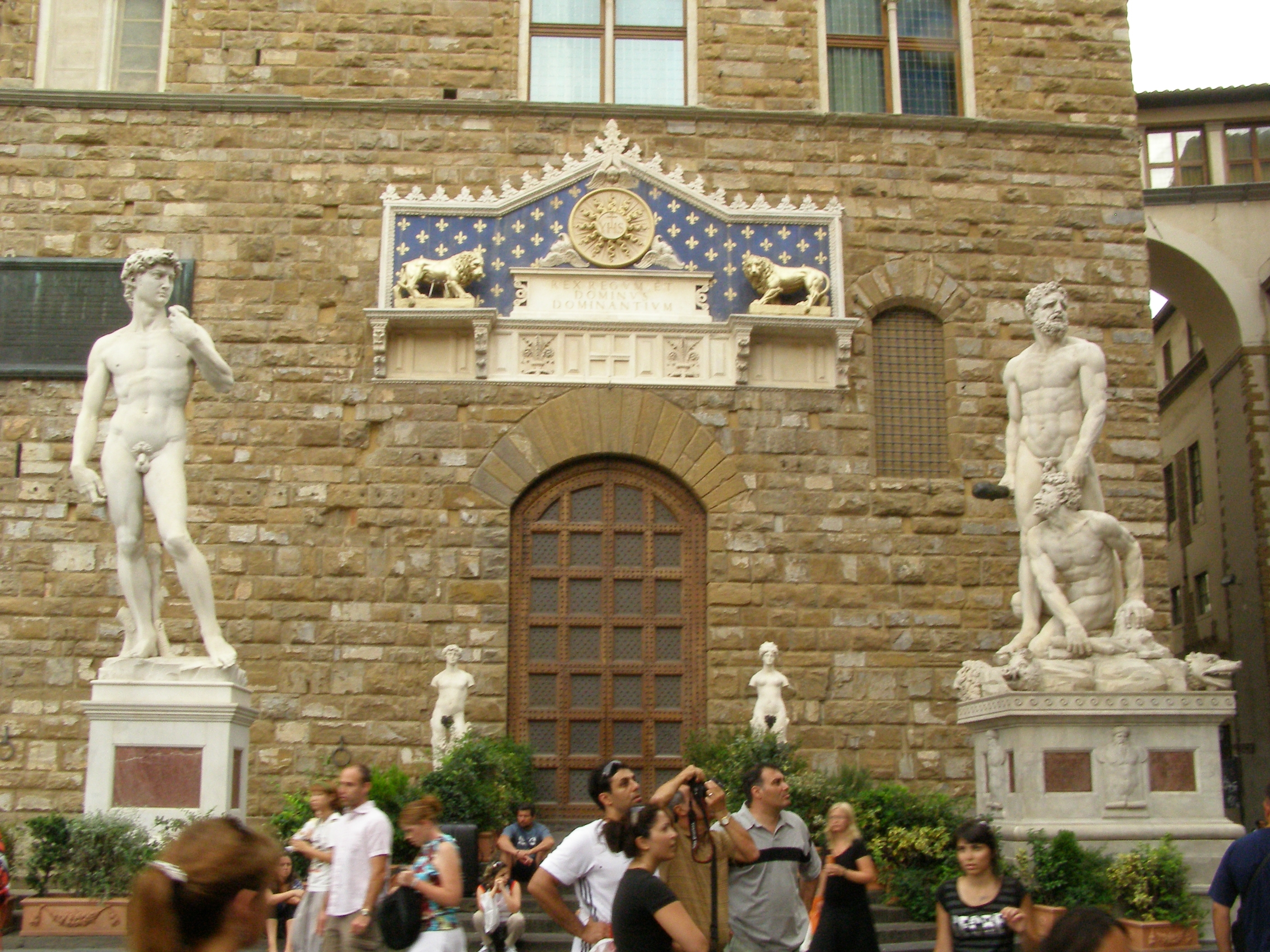
La lapide - rifatta e riscritta nel motto in epoca medicea - sull'ingresso monumentale di Palazzo Vecchio, cuore della Repubblica di Firenze, ispirata dal Savonarola che proclama Cristo signore dello Stato toscano a guida fiorentina: Iesus Christus rex florentini populi S.P. decreto electus

La Repubblica era governata da un Gonfaloniere di Giustizia e otto Priori, che costituiscono la nuova Signoria, mentre il Consiglio Maggiore, risultato dell'unificazione dei preesistenti Consigli del Comune, del Popolo e dei Settanta, a cui potevano partecipare tutti i fiorentini che avessero compiuto 29 anni e che pagassero le imposte, eleggeva anche un Consiglio di ottanta membri, almeno quarantenni, che aveva il compito di approvare preliminarmente le decisioni del governo prima della definitiva decisione del Consiglio Maggiore.
Si costituirono le fazioni dei Bianchi, repubblicani e dei Bigi, favorevoli ai Medici, similmente alle antiche fazioni rivali dei guelfi bianchi e neri; trasversalmente a questi, si formò anche una divisione della cittadinanza in simpatizzanti del frate, perciò chiamati Frateschi e poi Piagnoni, e nei suoi nemici dichiarati, i Palleschi (devoti cioè alle "palle" dello stemma mediceo).

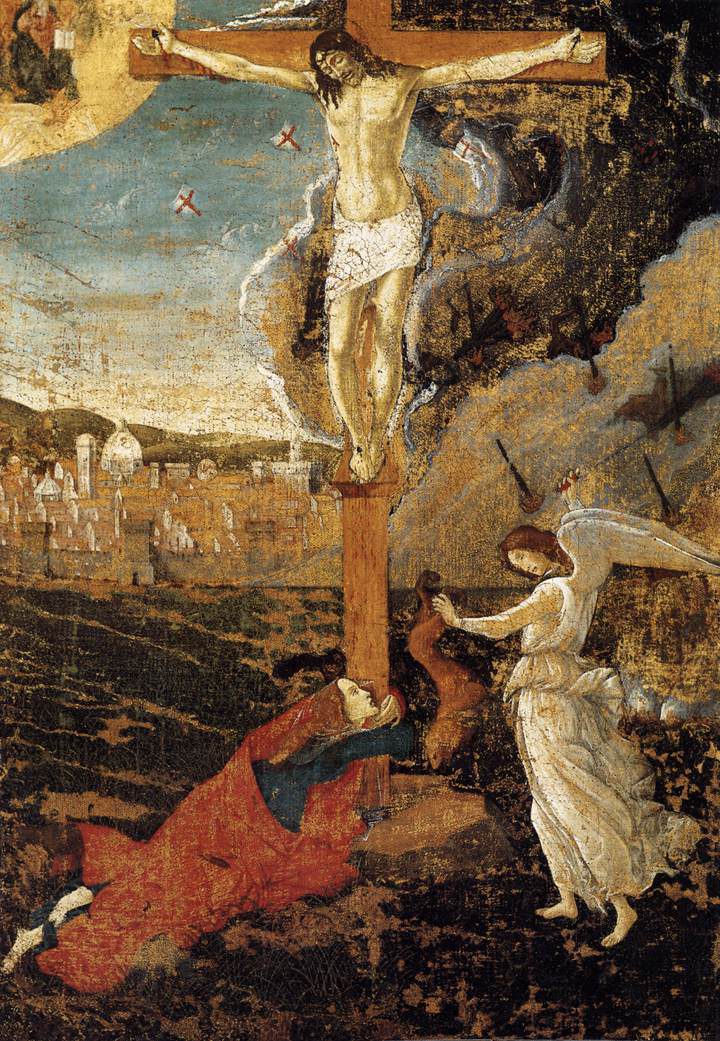
Nella Crocifissione simbolica di Botticelli uno scontro tra angeli e demoni avviene sui cieli di Firenze. Vi si nota l'influenza delle dottrine savonaroliane

Il 16 novembre 1494 Savonarola era al capezzale dell'amico Giovanni Pico della Mirandola, che ricevette da lui l'abito domenicano e morì il giorno dopo. Nella predica del 23 novembre Savonarola ne fece l'elogio funebre aggiungendo di aver avuto la rivelazione che la sua anima era in Purgatorio.
Direttamente dal papa gli venne intanto ordinato con un Breve di predicare la prossima Quaresima del 1495 a Lucca; non è chiaro se la richiesta fosse sollecitata al Borgia dagli Arrabbiati o dalle autorità lucchesi; tuttavia, a seguito delle proteste del governo fiorentino, Lucca rinunciò alla richiesta. Si diffusero voci, prive di fondamento, che accusavano il Savonarola di nascondere molti beni nel convento e di arricchirsi con i tesori dei Medici e dei loro seguaci; gli Arrabbiati cercarono anche di rivolgergli contro fra Domenico da Ponzone, un ex-savonaroliano che, giunto da Milano, venne invitato dallo stesso gonfaloniere di giustizia Filippo Corbizzi a disputare l'8 gennaio 1495 davanti alla Signoria con Girolamo, Tommaso da Rieti, priore domenicano di Santa Maria Novella e avversario del Savonarola, e altri ecclesiastici.
Fra Tommaso lo accusò di occuparsi delle cose dello Stato, contro il nemo militans Deo implicat se negotis saecolaribus di san Paolo; ma lui non raccolse la provocazione e gli rispose solo due giorni dopo dal pulpito: "Tu dell'Ordine di Santo Domenico, che di' che non ci dobbiamo impacciare dello Stato, tu non hai bene letto; va', leggi le croniche dell'Ordine di San Domenico, quello che lui fece nella Lombardia ne' casi di Stati. E così di san Pietro martire, quello che fece qui in Firenze, che s'intromise per componere e quietare questo Stato [...] Santa Caterina fece fare la pace in questo Stato al tempo di Gregorio papa. Lo arcivescovo Antonino quante volte andava su in Palagio per ovviare alle leggi inique, che non si facessino!".
Il 31 marzo 1495 l'impero, la Spagna, il papa, Venezia e Ludovico il Moro concordarono un'alleanza contro Carlo VIII; fu necessario che vi partecipasse anche Firenze, per impedire al re francese ogni via di fuga in Francia; ma Firenze e il Savonarola erano filofrancesi: occorse screditarlo e abbatterne una volta per tutte l'influenza che esercitava nella città. Carlo VIII, che aveva conquistato senza combattere tutto il Regno di Napoli, vi lasciò a presidio metà delle sue forze armate e col resto delle truppe si affrettò a ritornare in Francia: il primo giugno entrò a Roma da dove Alessandro VI era fuggito a Orvieto e poi a Perugia e il re proseguì la risalita a nord, con grande delusione di Girolamo, che sperava in un rivolgimento nella città del Papato, e gran paura dei fiorentini, che avevano notizie di un accordo tra Piero de' Medici e il re per riprendere Firenze.
Savonarola incontrò il 17 giugno Carlo VIII a Poggibonsi nella Chiesa di San Lorenzo, per avere assicurazioni che Firenze non subisse danni e che i Medici non venissero restaurati; il re, che pensava solo a ritornare in Francia, non ebbe difficoltà a tranquillizzarlo e fra Girolamo poté tornare a Firenze trionfante. Il 7 luglio Carlo VIII forzò a Fornovo il blocco dell'esercito della Lega ed ebbe via libera per la Francia ma la sua spedizione fu in definitiva un fallimento: con la sua assenza, il Regno di Napoli tornò facilmente in possesso di Ferrandino d'Aragona e Savonarola e la sua Repubblica sembravano ora molto indeboliti.

### Alessandro VI
Il 21 luglio 1495 il papa inviò a Savonarola un Breve, nel quale, dopo aver espresso apprezzamento per l'opera sua nella vigna del Signore, lo invitava a Roma ut quod placitum est Deo melius per te cognoscentes peragamus, affinché egli, il papa, possa far meglio le cose, conosciute direttamente dal frate, che siano gradite a Dio. Naturalmente Savonarola rifiutò, con una lettera di risposta del 31 luglio, di recarsi a Roma, adducendo motivi di salute e promettendo un futuro incontro e per intanto l'invio di un libretto ove il papa avrebbe desunto i suoi proponimenti: è il Compendio di rivelazioni, pubblicato a Firenze il 18 agosto.

Alessandro VI, particolare dell'affresco del Pinturicchio nel Palazzo Vaticano

Il papa rispose l'8 settembre con un altro Breve nel quale fra Girolamo, accusato di eresia e di false profezie, venne sospeso da ogni incarico e il giudizio a suo carico veniva demandato al vicario generale della Congregazione lombarda, fra Sebastiano Maggi. Savonarola rispose il 30 settembre respingendo tutte le accuse e rifiutando di sottomettersi al vicario della Congregazione, che considerava suo avversario e aspettandosi che fosse il papa stesso ad assolverlo da ogni accusa; l'11 ottobre accusò dal pulpito gli Arrabbiati di aver brigato col Papa per distruggerlo. Alessandro VI, con un Breve del 16 ottobre, sospese i precedenti ordini e gli intimò soltanto di astenersi dalle predicazioni, in attesa di future decisioni.
Savonarola obbedì ma non restò inoperoso: il 24 ottobre pubblicò l'Operetta sopra i Dieci Comandamenti e attese alla stesura del De simplicitate christianae vitae. In dicembre apparve la sua Epistola a un amico nella quale respinse le accuse di eresia e difese la riforma politica introdotta a Firenze. La Signoria, intanto, premeva sul Papa perché costui accordasse nuovamente il permesso di predicare a fra Girolamo: il suo ascendente sulla popolazione era indispensabile per ribattere gli attacchi che gli Arrabbiati portavano al governo e allo stesso frate, accusati di essere responsabili della perdita di Pisa.
Sembra che il permesso fosse giunto da Alessandro VI oralmente vivae vocis oraculo al cardinale Carafa e al delegato fiorentino Ricciardo Becchi; in ogni caso, il 16 febbraio 1496, dopo essere stato accompagnato al Duomo da una folla in corteo di 15.000 persone, Girolamo risalì sul pulpito di Santa Maria del Fiore, per la prima predica del quaresimale di quell'anno.
Il 24 febbraio si scagliò contro la Curia romana: «Noi non diciamo se non cose vere, ma sono li vostri peccati che profetano contra di voi [...] noi conduciamo li uomini alla simplicità e le donne ad onesto vivere, voi li conducete a lussuria e a pompa e a superbia, ché avete guasto il mondo e avete corrotto li uomini nella libidine, le donne alla disonestà, li fanciulli avete condotto alle soddomie e alle spurcizie e fattoli diventare come meretrici». Tali prediche furono raccolte in volume e pubblicate con il titolo Prediche sopra Amos.

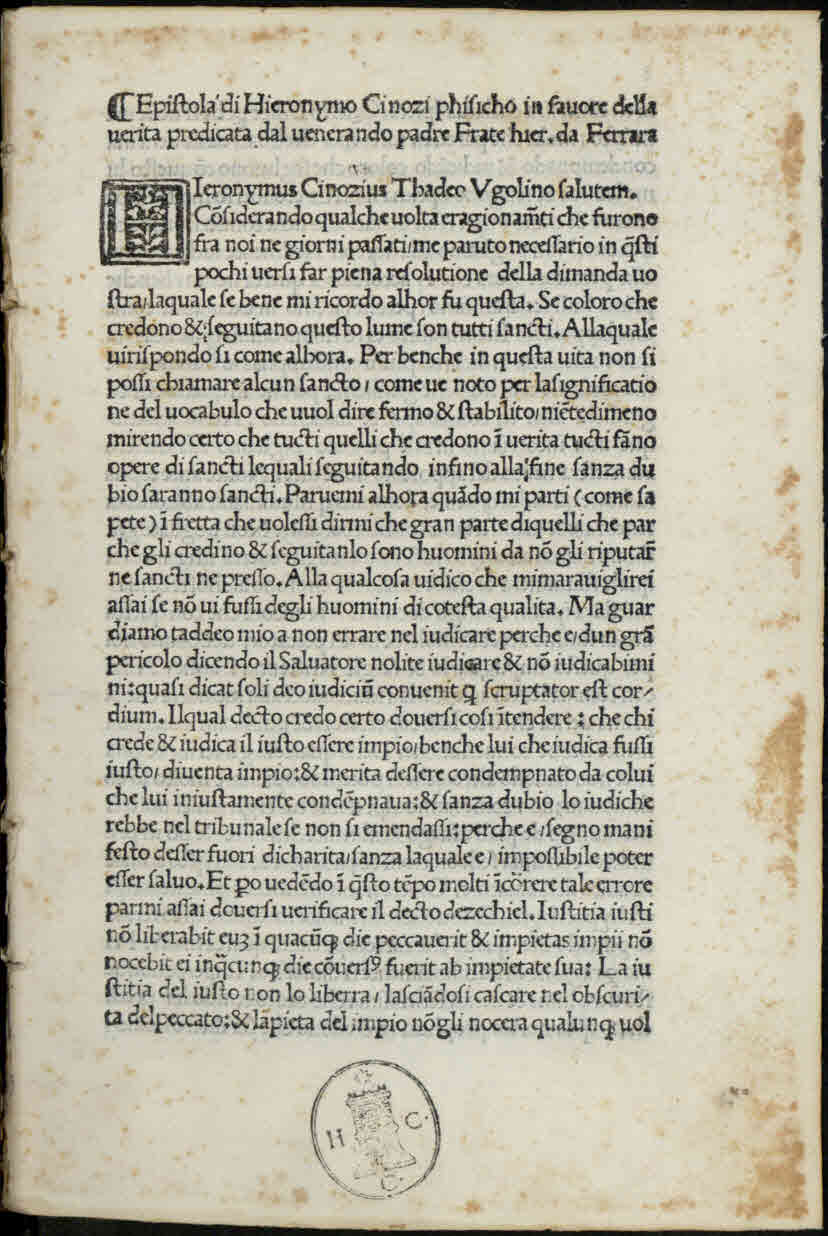
Girolamo Cinozzi, Epistola in favore della verità predicata da Girolamo Savonarola, 1497 circa. Cinozzi fu uno dei molti sostenitori delle idee di Savonarola.

Fra i nemici esterni di Firenze e del Savonarola segnatamente non era del resto solo il papa, ma tutti gli aderenti alla Lega antifrancese, come Ludovico il Moro al quale il frate scrisse l'11 aprile 1496 invitandolo «a fare penitentia de li soi peccati, perché il flagello si appropinqua [...] di questo mio dire non ho aspettato né aspetto altro che infamia et opprobrii e persecuzioni e finalmente la morte [...]»; e lo Sforza rispose scusandosi, chissà quanto sinceramente, «se pur vi avemo offeso e fatto cosa molesta [...] e in far penitenzia e meritare con Dio non se retireremo».
In aprile predicò a Prato, nella chiesa di San Domenico, ascoltato dal consueto grande concorso di folla, tra la quale sono i maggiori filosofi fiorentini del tempo, il platonico Marsilio Ficino e l'aristotelico Oliviero Arduini; alla fine di quel mese si stampò a Firenze l'ultima operetta di Girolamo, la Expositio psalmi Qui regis Israel - postume, nel 1499, appariranno le Prediche sopra Ruth e Michea, composte entro il novembre 1496 - mentre la sua proposta di proibire per legge vesti scollate ed elaborate acconciature delle donne venne respinta dalla Repubblica.
In agosto Alessandro VI gli offrì, tramite il domenicano Lodovico da Valenza - altri intendono che il messo fosse il figlio stesso del papa, Cesare Borgia, cardinale di Valencia - la nomina a cardinale a condizione che avesse ritrattato le precedenti critiche alla Chiesa e se ne fosse astenuto in futuro; fra Girolamo promise di rispondere il giorno dopo, alla predica, che tenne nella Sala del Consiglio, alla presenza della Signoria. Dopo aver ripercorso le vicende degli anni passati, via via accalorandosi, se ne uscì con un grido: «Non voglio cappelli, non voglio mitrie grandi o piccole, voglio quello che hai dato ai tuoi santi: la morte. Un cappello rosso, ma di sangue, voglio!».

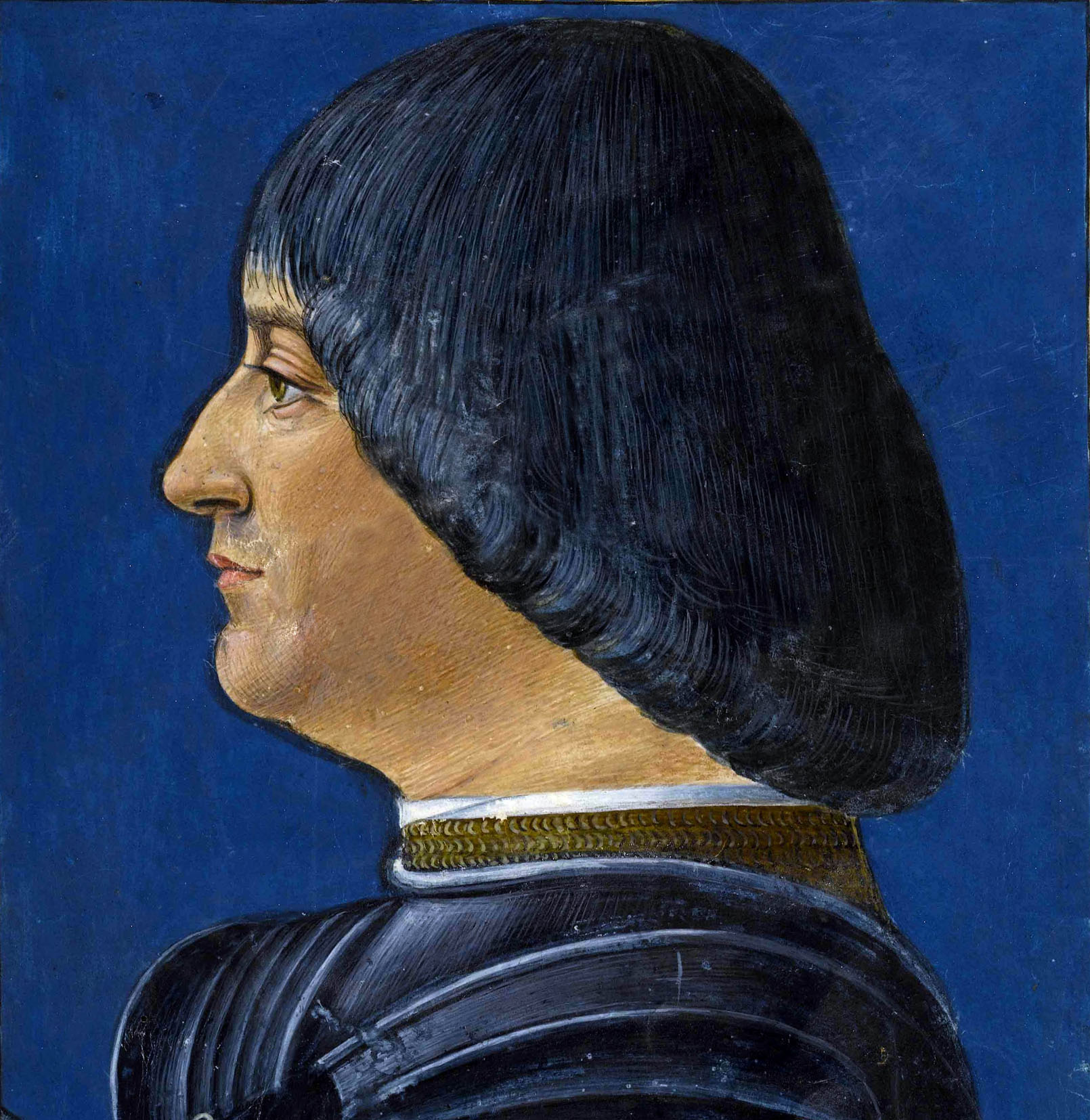
Ludovico il Moro, miniatura di Ambrogio de Predis

Il 23 agosto 1496 Ludovico il Moro denunciò di aver intercettato due lettere del Savonarola dirette in Francia; una, indirizzata a Carlo VIII, lo sollecitava a venire in Italia mentre l'altra, diretta a un tale Niccolò, lo metteva in guardia contro l'arcivescovo di Aix, ambasciatore francese a Firenze, sostenendo la sua infedeltà al Re e l'atteggiamento ostile a Firenze. Sembra che quelle lettere siano dei falsi e che l'iniziativa del Moro tendesse a rompere l'alleanza franco-fiorentina e a screditare fra Girolamo, che negò di averle mai scritte.
Il 7 febbraio del 1497, Savonarola organizzò un falò delle vanità a Firenze, nel quale vennero dati alle fiamme molti oggetti d'arte, dipinti dal contenuto paganeggiante, gioielli, suppellettili preziose, vestiti lussuosi, con incalcolabile danno per l'arte e la cultura fiorentina rinascimentale.
Il 4 maggio dello stesso anno, gli Arrabbiati cercarono di impedire con la violenza una nuova predica di Savonarola. Ne nacque un tumulto, in cui i Piagnoni difesero il frate. Nella mischia, Corbizzo da Castrocaro schiaffeggiò uno degli Otto, Bartolomeo Giugni, che voleva uccidere Girolamo Savonarola. Ci si aspettavano ormai gravi conseguenze.

### Scomunica
Fu scomunicato da papa Alessandro VI il 12 maggio del 1497, ma in anni recenti è stato dimostrato, sia da un carteggio personale tra il frate e il papa sia da carteggi tra il papa e altre personalità, che quella scomunica era falsa. Fu emanata dal cardinale arcivescovo di Perugia Juan López a nome del papa, su istigazione di Cesare Borgia, che assoldò un falsario per creare una finta scomunica e distruggere il frate. Alessandro protestò vivamente contro il cardinale e minacciò Firenze di Interdetto affinché gli fosse consegnato il frate, così che potesse salvarlo e farlo discolpare, ma era talmente succube del figlio Cesare che non agì con tutto il potere che aveva né osò mai rivelare al mondo l'inganno perpetrato dall'amato figlio a danno di un uomo che egli stimava come santo.
La prima predica di Savonarola dopo la scomunica esordì fingendo un dialogo con un interlocutore, che gli rimproverava di predicare malgrado fosse scomunicato: «La hai tu letta questa escommunica? Chi l'ha mandata? Ma poniamo che per caso che così fussi, non ti ricordi tu che io ti dissi che ancora che la venisse, non varrebbe nulla? [...] non vi maravigliate delle persecuzioni nostre, non vi smarrite voi buoni, ché questo è il fine dei profeti: questo è il fine e il guadagno nostro in questo mondo». Ironia della sorte, quella scomunica davvero non valeva nulla, ma non per i motivi che pensava il frate, a meno che Savonarola non fosse venuto a conoscenza della sua vera origine senza però dire la verità al riguardo.
Savonarola continuò la sua campagna contro i vizi della Chiesa, se possibile con ancora più violenza, creandosi numerosi nemici, ma anche nuovi estimatori, perfino fuori Firenze: proprio a questo periodo risale una breve corrispondenza epistolare con Caterina Sforza, signora di Imola e Forlì, che gli aveva chiesto consiglio spirituale. La Repubblica fiorentina in un primo momento lo sostenne, ma poi, per timore dell'interdizione papale e per la diminuzione del prestigio del frate, gli tolse l'appoggio. Fu preparata anche una prova del fuoco a cui era stato sfidato da un francescano suo rivale, che però non avvenne a causa di una forte pioggia che spense le fiamme.

### Processo e condanna

Processo di fra Girolamo Savonarola, 1498

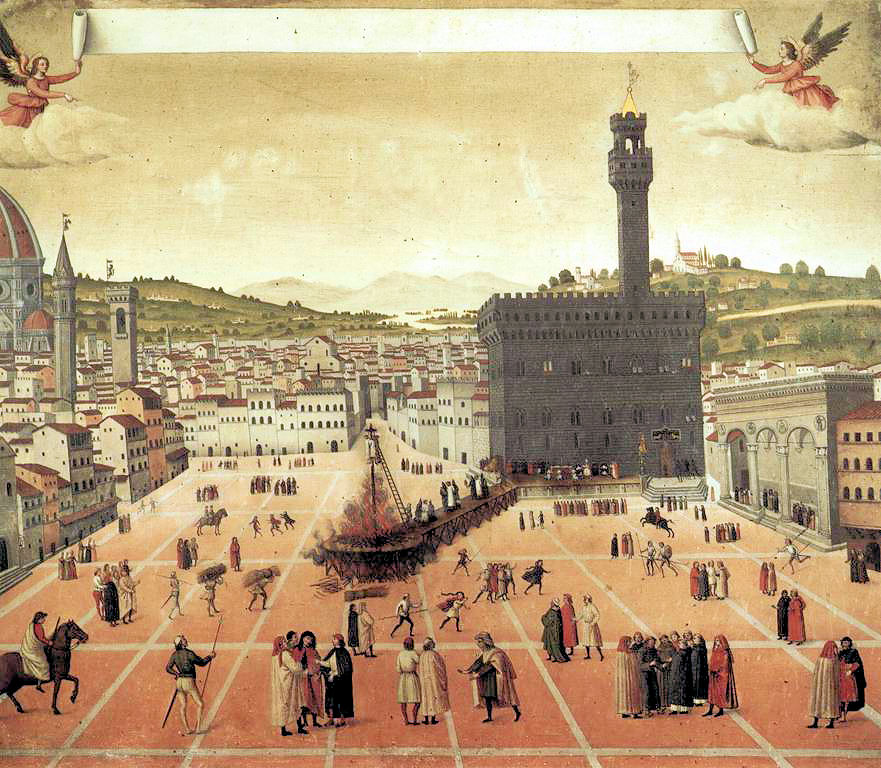
Il rogo in Piazza della Signoria (Anonimo, 1498, Museo di S. Marco, FI).

Venutogli meno l'appoggio francese, fu messo in minoranza rispetto al risorto partito dei Medici che nel 1498 lo fece arrestare e processare per eresia. La cattura del frate, barricatosi coi confratelli in San Marco, fu particolarmente cruenta: la domenica degli Ulivi il convento fu assediato dai Palleschi, i fautori del partito mediceo e antisavonaroliano, mentre la campana "Piagnona" suonava invano a martello; la porta del convento fu messa a fuoco e il convento preso d'assalto per tutta la notte, con scontri tra i frati e gli assalitori. In piena notte Savonarola fu catturato e trascinato fuori dal convento con fra Domenico Buonvicini, attraversando al lume delle torce via Larga verso palazzo Vecchio, dove entrò per il portello. Nel chinarsi un armigero gli calciò il fondo schiena schernendolo: «Ve' dove gli ha la profezia!».
Fu rinchiuso nell'"Alberghetto", la cella nella torre di Arnolfo e subì interrogatori e torture. Il processo fu palesemente manipolato: Savonarola subì la tortura della corda, quella del fuoco sotto i piedi e fu quindi posto per un'intera giornata sul cavalletto, riportando lussazioni su tutto il corpo. Alla fine venne condannato a essere bruciato in piazza della Signoria con due suoi confratelli, Domenico Buonvicini, da Pescia, e Silvestro Maruffi, da Firenze.
All'alba del 23 maggio 1498, alla vigilia dell'Ascensione, dopo aver passato la notte di conforto con i Battuti Neri della Compagnia di Santa Maria della Croce al Tempio, i tre religiosi, ascoltata la messa nella cappella dei Priori nel palazzo della Signoria, furono condotti sull'arengario del palazzo stesso dove subirono la degradazione da parte del Tribunale del Vescovo. Nello stesso luogo vi erano anche il Tribunale dei Commissari Apostolici e quello del Gonfaloniere e dei Signori Otto di Guardia e Balìa, questi ultimi i soli che potevano decidere sulla condanna. Dopo la degradazione e la rimozione dell'abito domenicano i tre frati furono avviati verso il patibolo, innalzato nei pressi dove poi sorgerà la fontana del Nettuno e collegato all'arengario del palazzo da una passerella alta quasi due metri da terra. La forca, alta cinque metri, si ergeva su una catasta di legna e scope cosparse di polvere da sparo per bombarde. Fanciulli accovacciati sotto la passerella, come accadeva di frequente durante le esecuzioni, ferivano le piante dei piedi al passare dei condannati con stecchi di legno appuntiti. Vestito di una semplice tunica di lana bianca Savonarola fu impiccato dopo fra Silvestro e fra Domenico. Fra le urla della folla fu appiccato il fuoco a quella catasta che in breve fiammeggiò violentemente, bruciando i corpi oramai senza vita degli impiccati. Nel bruciare un braccio del Savonarola si staccò, e la mano destra parve alzarsi con due dita dritte, come se volesse "benedire l'ingrato popolo fiorentino".

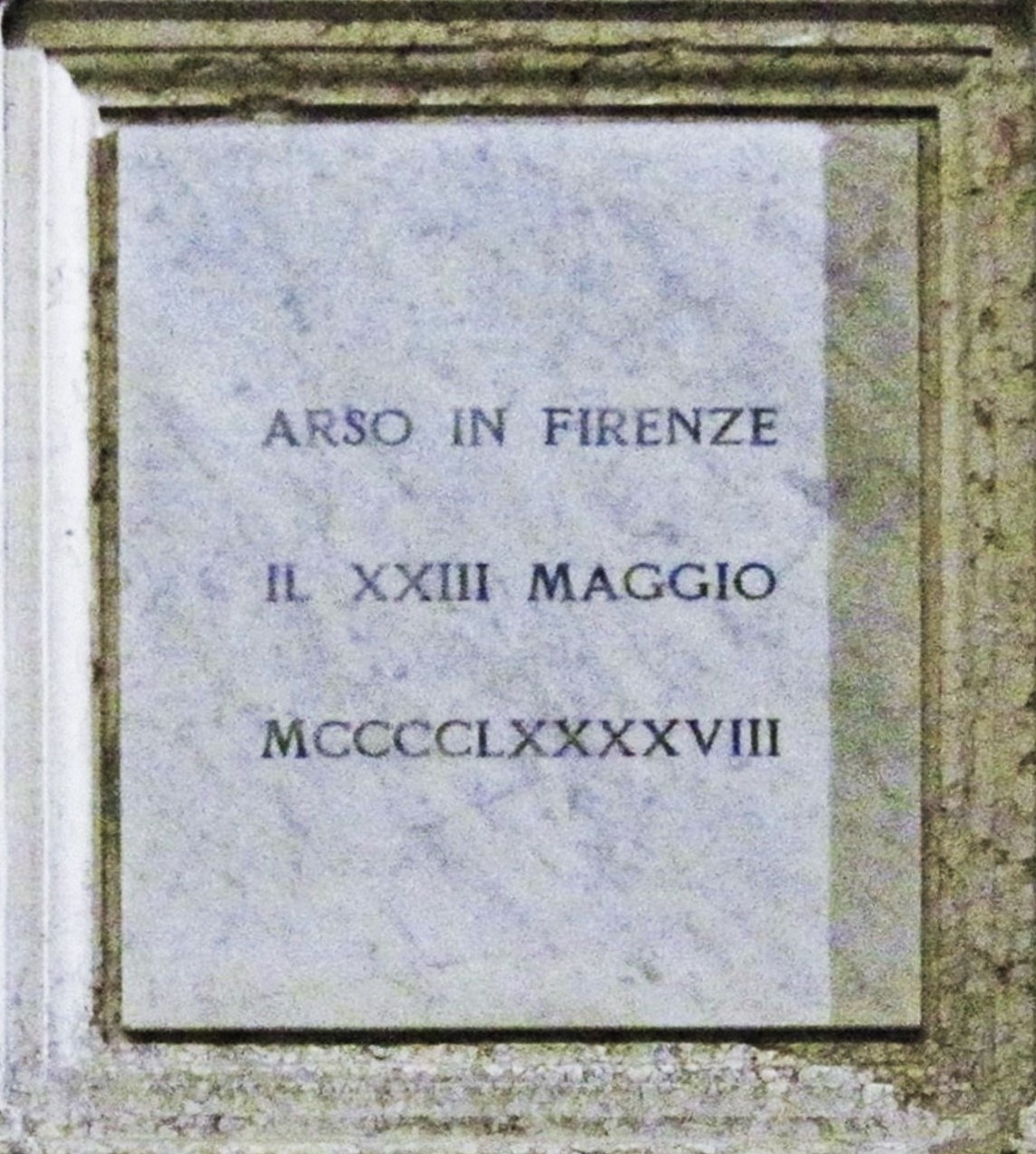
Epigrafe sul monumento a Girolamo Savonarola, in piazza Savonarola, a Ferrara.

Le ceneri dei tre frati, del palco e d'ogni cosa arsa furono portate via con delle carrette e gettate in Arno dal Ponte Vecchio, anche per evitare che venissero sottratte e fatte oggetto di venerazione da parte dei molti seguaci del Savonarola mescolati fra la folla. Dice infatti il Bargellini che «ci furono gentildonne, vestite da serve, che vennero sulla piazza con vasi di rame a raccogliere la cenere calda, dicendo di volerla usare per il loro bucato». In effetti fu rinvenuto un dito bruciacchiato e il collare in ferro che aveva sorretto il corpo, che da allora sono conservati nel monastero di San Vincenzo a Prato. La mattina dopo, come già detto, il luogo dove avvenne l'esecuzione apparve tutto coperto di fiori, di foglie di palma e di petali di rose. Nottetempo, mani pietose avevano così voluto rendere omaggio alla memoria dell'ascetico predicatore, dando inizio alla tradizione che dura tuttora. Il punto esatto nel quale avvenne il martirio e oggi avviene la Fiorita era indicato da un tassello di marmo, già esistente, dove veniva collocato il "Saracino" quando si correva la giostra. Questo lo si deduce da Firenze illustrata di Del Migliore, il quale così scrive: «alcuni cittadini mandavano a fiorire ben di notte, in su l'ora addormentata, quel luogo per l'appunto dove fu piantato lo stile; che v'è per segno un tassello di marmo poco lontano dalla fonte».
Al posto dell'antico tassello per il gioco del Saracino, v'è attualmente la lapide circolare che ricorda il punto preciso dove fu impiccato e arso "frate Hieronimo". La lapide, in granito rosso, porta un'iscrizione in caratteri bronzei.

## Il dono profetico

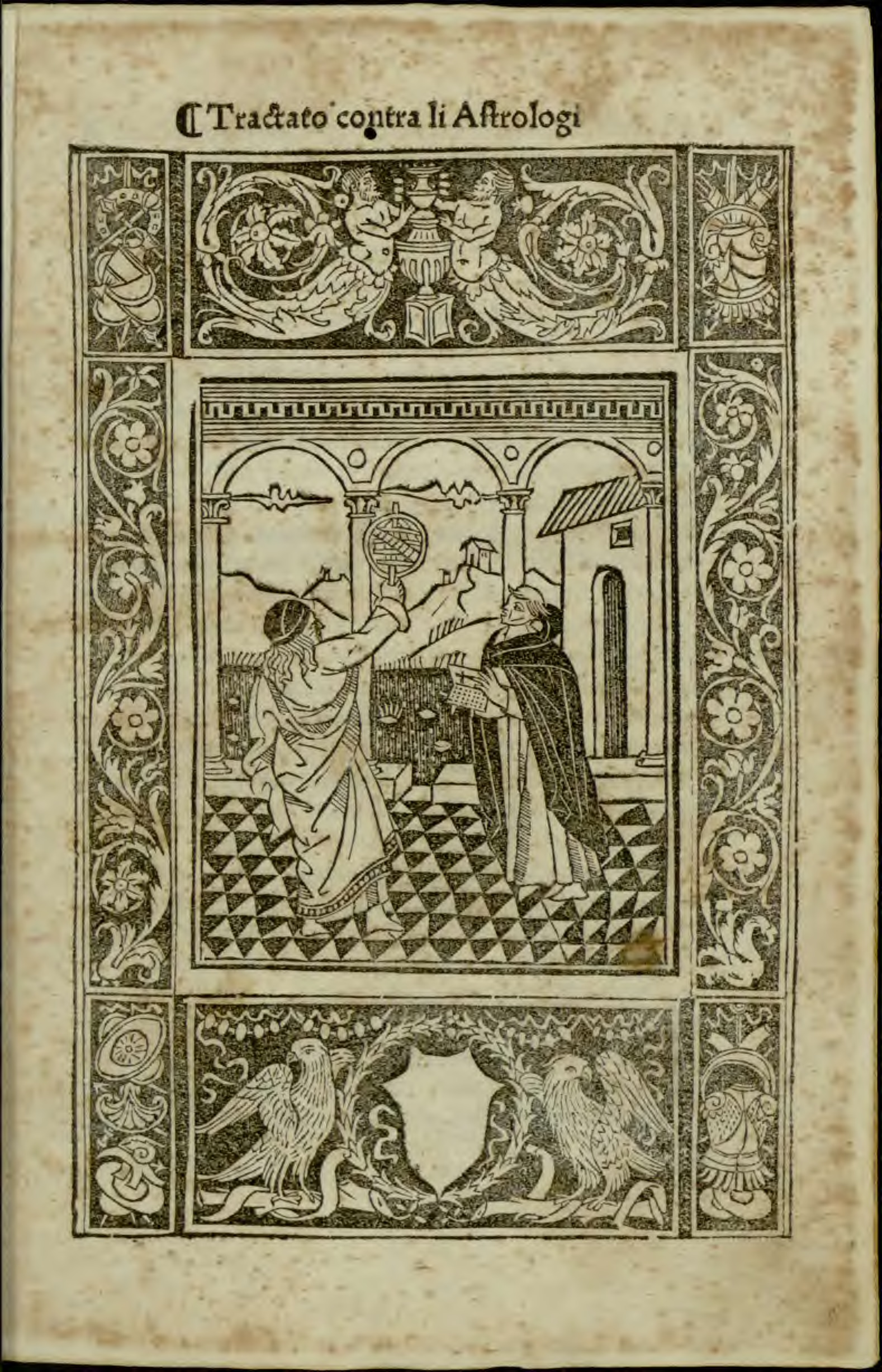
Contra li astrologi, dopo il 1497

Savonarola asseriva di aver avuto il dono della profezia. Nei suoi scritti sviluppa una vera e propria teologia della profezia cristiana e annuncia chiaramente in nome di Dio i flagelli per l'Italia e per la Chiesa: «...In questi tre modi abbiamo avute e conosciute le cose future, alcune in uno alcune in un altro; benché in qualunque di questi modi io le abbia avute, sempre sono stato certificato della verità per el lume predetto. Vedendo lo onnipotente Dio multiplicare li peccati della Italia, massime ne li capi così ecclesiastici come seculari, non potendo più sostenere, determinò purgare la Chiesa sua per uno gran flagello. E perché, come è scritto in Amos profeta, non faciet Dominus Deus verbum, nisi revelaverit secretum suum ad servos suos prophetas, volse per la salute de li suoi eletti, acciocché innanzi al flagello si preparassino a sufferire, che nella Italia questo flagello fussi preanunziato; e essendo Firenze in mezzo la Italia come il core in mezzo al corpo, s'è dignato di eleggere questa città nella quale siano tali cose prenunziate, acciocché per lei si sparghino nelli altri luoghi, come per esperienzia vediamo essere fatto al presente. Avendo dunque tra gli altri suoi servi eletto me indegno e inutile a questo officio, mi fece venire a Firenze ....». Proprio perché esalta il proprio spirito profetico - su cui ironizzerà più tardi Machiavelli nei Decennali - Savonarola inveisce contro gli astrologi, che pretendevano di conoscere l'avvenire: il suo trattato Contro gli astrologi è ispirato alle monumentali Disputationes adversus astrologiam divinatricem di Pico della Mirandola, che costituiscono tuttavia un libro assai diverso sia per mole sia per impegno speculativo.
Il senso di «angoscia, terribilità, di tormentosa lotta, di titanica malinconia» propri dell'opera del frate incrina l'incanto del primo Rinascimento. «Michelangelo aveva già sentito tuonare, nei giorni splendidi della sua adolescenza fiorentina, la voce minacciosa e terribile di Gerolamo Savonarola, e non se n'era più scordato. (...) L'ultimo Michelangelo lotta con questi fantasmi, e con la stanchezza: invoca la morte più e più volte, perché lo trasporti da l'orribile procella in dolce calma».

## Memoria postuma
Con un decreto di papa Paolo IV, gli scritti di Savonarola furono inseriti nel 1559 nell'Indice dei Libri Proibiti, da cui furono rimossi nel 1740 da papa Benedetto XIV.
A Firenze negli anni 1869-70 si costituirono tre comitati per erigere un monumento a Savonarola, i quali diedero vita a due distinte statue del frate domenicano: quella di Giovanni Dupré, conservata nel museo di San Marco, e quella di Enrico Pazzi in piazza Savonarola.
Il Comune di Ferrara istituì nel 1867 un apposito concorso per l'erezione di un monumento da porre nella città natale del frate, vinto nel 1871 dal centese Stefano Galletti. Il monumento a Girolamo Savonarola fu inaugurato il 23 maggio 1875 e posizionata nella piazza omonima.
Il 30 maggio 1997, nell’imminenza del quinto centenario della morte, la Postulazione Generale dei Domenicani ha chiesto all'Arcidiocesi di Firenze di poter cominciare a valutare la possibilità di una causa di beatificazione e canonizzazione per Savonarola. La commissione storica e quella teologica, istruite dal cardinal Silvano Piovanelli, arcivescovo di Firenze, hanno presentato le loro conclusioni positive. Tuttavia, il nulla osta per l’avvio della causa non è mai stato concesso dalla Santa Sede.
Il museo di San Marco a Firenze conserva numerose memorie del frate.

## Opere
Fra le opere di Savonarola figurano:
- Prediche sopra Ezechiele
- Prediche sopra Esodo
- Prediche sopra Giobbe
- De semplicitate Christianae vitae
- Triumphus Crucis
- Prediche sopra Ruth e Michea.
- Prediche sopra Aggeo (con il Trattato circa il reggimento e governo della città di Firenze)
- Prediche sopra Amos e Zaccaria
- Prediche sopra i Salmi
- Compendio di rivelazioni
- Dialogus de veritate prophetica
- Solatium Itineris mei
- Trattato contro gli astrologi, Firenze, dopo il 1497
- Regola del ben vivere, Firenze, Bartolomeo de' Libri, 1498.
- Trattato dell'umiltà, Firenze, Bartolomeo de' Libri, prima del settembre 1495.
- Contra gli astrologi, Venezia, Bernardino Stagnino (1.), 1536.
- Tractato circa il reggimento et governo della città di Firenze 1498, a cura di Paolo Pastori, Aurifodina Philosophica, CESDES, 1998,ISBN 88-87143-17-X

L'editore romano Angelo Belardetti ha pubblicato dal 1955 al 1999 l'Edizione nazionale delle opere di Savonarola in venti volumi divisi in più tomi. Tra i curatori delle opere si segnalano l'On. Giorgio La Pira, Roberto Ridolfi, Eugenio Garin, Luigi Firpo, Mario Martelli, Claudio Leonardi. I frati predicatori, ai quali appartenne, curano l'edizione dei suoi testi, con esegesi e commento teologico.

## Nella cultura di massa
Molti anni dopo la sua scomparsa, il termine Savonarola divenne un aggettivo di connotazione dispregiativa o ironica che sta a indicare una persona che si scaglia con veemenza contro il degrado morale: il repubblicano Ugo La Malfa, per esempio, venne soprannominato "Il Savonarola della politica".
- Appare nella ricostruzione storica a fumetti Cesare il creatore che ha distrutto di Fuyumi Sōryō.
- Appare nella serie C'era una volta l'uomo di Albèrt Barille, edita in Italia da De Agostini, nell’episodio n.14 dedicato al Rinascimento dal titolo L’uomo del quattrocento.
- Appare nel videogioco della Ubisoft Assassin's Creed II dove però non vengono presentate le sue vicende storiche.
- È menzionato nella poesia-inno A Satana di Giosuè Carducci.
- Viene citato da Hank nella seconda stagione di Californication.
- Savonarola viene citato nel film Non ci resta che piangere in cui Roberto Benigni e Massimo Troisi gli indirizzano la lettera scritta per liberare l'amico Vitellozzo. La scena riprende la nota lettera di Totò e Peppino.
- È anche citato nel film Amici miei - Come tutto ebbe inizio.
- Viene citato anche in una canzone di Lorenzo Cherubini, in arte Jovanotti, Buon Sangue Non Mente.
- È presente nella serie televisiva di genere storico I Borgia, interpretato da Steven Berkoff.
- Compare nella serie televisiva francese I Borgia, interpretato da Iain Glen.
- Viene citato nel titolo e nella canzone di Eugenio Finardi Come Savonarola.
- Viene citato nella canzone di Caparezza Sono Il Tuo Sogno Eretico.
- Nel film del 1996 A spasso nel tempo nell'episodio il Rinascimento a Firenze compare Savonarola.
- È presente soprattutto nel capitolo VI del Principe di Machiavelli come esempio negativo per non aver avuto una propria forza militare.
- Viene citato ed è il titolo di una canzone di Giorgio Canali & Rossofuoco.
- Viene citato ne La caduta di Albert Camus.
- Viene citato nel libro del 2018 Notte senza fine di Douglas Preston e Lincoln Child con protagonista l’agente A.X.L. Pendergast.
- Girolamo Savonarola, interpretato da Paul Freeman, appare come antagonista nella serie televisiva Da Vinci's Demons, in cui, nei panni dell'Architetto, è il capo della società segreta nota come Il Labirinto.
- Appare nella terza stagione della fiction I Medici, interpretato da Francesco Montanari.
- In suo onore, il Beato Pier Giorgio Frassati ha assunto come religioso, in quanto terziario domenicano, il nome di Girolamo.[17]
- È presente nel romanzo Il rumore sordo della battaglia di Antonio Scurati, 2002.
- È il protagonista, insieme con Michelangelo Buonarroti, del dramma di Hans J. Haecker Der Michelangelo Tragoedie, pubblicato a Berlino nel 1942.[18]